# Juliette Mayniel
Juliette Mayniel   (Sent Ipòli, 22 de gener de 1936 - San Miguel de Allende, 21 de juliol de 2023) fou una actriu francesa. Va rodar més de 35 pel·lícules i espectacles televisius entre 1958 i 1978.
Al 10è Berlín Festival Internacional de cinema de Berlín va guanyar l'Ós de Plata a la millor interpretació femenina per la seva participació en la pel·lícula Kirmes.
Entre 1964 i 1968 va ser la parella de l'actor italià Vittorio Gassman amb qui va tenir un fill el 1965, Alessandro, també actor. Es va casar després amb el príncep Eugenio Ruspoli di Poggio Suasa.

## Filmografia selecta
- Les Cousins (1959)
- The Fair (1960)
- Eyes Without a Face (1960)
- La guerra de Troia (1961)
- Landru (1963)
- Ophélia (1963)
- Because, Because of a Woman (1963)
- Amori pericolosi (1964)
- Assassination in Rome (1965)
- L'Odissea (1968)
- Listen, Let's Make Love (1969)
- Flatfoot (1973)
- The Bloodstained Shadow (1978)